# Laura Weissbecker
Laura Weissbecker, née le 3 octobre 1984 à Strasbourg, est une actrice et auteure française qui tourne en français, anglais et allemand.

## Biographie
Laura Weissbecker grandit près de la frontière franco-allemande, à Strasbourg, de parents professeurs de mathématiques. Au lycée  Marie-Curie où elle obtient un baccalauréat en filière scientifique option maths, elle suit des cours de théâtre. Elle entreprend toutefois des études d'ingénieure à l'Institut national agronomique Paris-Grignon dont elle sort diplômée. En même temps, elle tourne dans des courts-métrages et des publicités, et elle suit les Ateliers de théâtre du Sudden et joue Tailleur pour dames de Georges Feydeau, Les Diablogues de Roland Dubillard et Vassavadata en songe de Bhasa qu'elle présente au festival d'Avignon, dans le off,.
En 2002, elle joue aux côtés de François Cluzet dans France Boutique de Tonie Marshall. Elle acquiert une notoriété plus forte avec son rôle dans Les Poupées russes, de Cédric Klapisch, en 2005, dans Ô Jérusalem de Élie Chouraqui en 2006, et dans un film historique sur Versailles en 2008, de Thierry Binisti,. Le public allemand la découvre dans la série télévisée Achtung Arzt aux côtés d'Annette Frier et André Röhner, et le public international dans la méga-production de Jackie Chan, Chinese Zodiac, où elle tient le principal rôle féminin.
En 2012, Laura Weissbecker s'installe à Los Angeles. En 2013, elle fait partie du jury du Festival international du film de Shangaï. La même année, elle reçoit le prix de la meilleure nouvelle actrice, à Macao lors de la cérémonie des Huading Awards. En 2014, elle est victime d'une maladie pulmonaire grave, mais continue sa carrière. En 2016, elle écrit son autobiographie Comment je suis devenue chinoise.
Ensuite, elle se tourne vers des productions dans lesquelles elle n'hésite pas à s'impliquer à l'écriture et à la production. Ainsi en 2021 elle co-écrit et co-produit Covid-19 Ground Zero, de Mustafa Ozgun. Le film est selectionné au San Diego French Film Festival 2023, dont elle est la marraine et qui est organisé par l'Alliance Française San Diego,.

## Filmographie

### Cinéma
- 2003 : France Boutique, de Tonie Marshall
- 2004 : Rue des sans-papiers, d'Alain Carville
- 2005 : Les poupées russes, de Cédric Klapisch
- 2006 : Ô Jérusalem, d'Élie Chouraqui
- 2007 : Dombais et fils : Cécile Dombais
- 2008 : Alicja Wonderland, court-métrage de Martin Waltz
- 2008 : La résistance, de Félix Olivier
- 2008 : Versailles, le rêve d'un roi[13], de Thierry Binisti
- 2011 : Emoticon, de Christian Lara
- 2012 : Malgré-elles, de Dennis Malleval
- 2012 : Chinese Zodiac[14],[15],, de Jackie Chan
- 2015 : Breaking Brooklyn, de Paul Becker
- 2016 : From Freetown, de Fd Wuriee
- 2017 : Earth Angel, de Timothy Hines
- 2020 : Le voleur rose, de Mustafa Ozgun
- 2019 : Life Punch, de Haolun Fan
- 2021 : Covid-19 Ground Zero, de Mustafa Ozgun

### Vidéo
- 2003 : Action Justice, d'Alain Nahum
- 2003 : La vie de Picasso, produit par la NHK, Japon
- 2004 : Le Proc’, de Didier Albert
- 2006 : Alice Nevers, « Mince à mourir », ép. 3, de Joyce Buñuel
- 2006 : Femmes de loi, de Sylvie Ayme
- 2008 : Hard, de Cathy Verney
- 2008 : Duval & Moretti, de Dennis Berry
- 2009 : Ligne de feu, de Marc Angelo
- 2010 : Look, d'Adam Rifkin
- 2010 : Achtung Arzt!, de Rolf Silber
- 2015 : Mad Dogs, de Alex Graves
- La vie devant nous, de Luc Pagès

## Publication
Laura Weissbecker, Comment je suis devenue chinoise : une actrice française star à Pékin, Strasbourg & Paris, La Nuée bleue, 2016, 283 p. (ISBN 978-2-7107-8899-7)